# Richia pampolycala
Richia pampolycala là một loài bướm đêm trong họ Noctuidae.